# Jan Rys
Jan Rys (* 22. Juli 1931 in Mährisch-Ostrau; † 22. November 1986 in Unterrabnitz/Burgenland; eigentlich Marcel Nerlich) war ein österreichischer Schriftsteller, Hörspielautor, Lyriker, Maler, Übersetzer aus dem Tschechischen.

## Leben
Jan Rys besuchte deutschsprachige sowie tschechische Gymnasien. Nach dem Abbruch der Schule übersiedelte er 1948 illegal zunächst nach Wien, ein Jahr später nach Deutschland. Er lernte Kurt Miethke und Heinz Schwitzke kennen, die seine Begabungen förderten. Im Jahr 1955 erfolgte seine erste Veröffentlichung („Pfade im Dickicht“), 1960 erzielte er internationale Anerkennung mit seinem Hörspiel „Grenzgänger“, das in 30 Sprachen übersetzt wurde. Es folgten über 50 weitere Hörspiele, Theaterstücke und Fernsehspiele sowie Gedichte und Aphorismen.
1970 ließ Rys sich im Burgenland nieder und gründete mit Ernst Willner, Günter Unger sowie dem ORF gründete er das Internationale Hörspielzentrum.
Rys war der erste Präsident des burgenländischen P.E.N.-Clubs.

## Auszeichnungen
- Förderungspreis des Ostdeutschen Literaturpreises
- Wiener Kunstfonds
- 1983 Kulturpreis des Landes Burgenland für Literatur